# Drużba (Osetia Północna)
Drużba (ros. Дружба) – osiedle w Rosji, w Osetii Północnej, w rejonie mozdockim. W 2010 liczyło 27 mieszkańców.